# Curevac
Koordinaten: 48° 32′ 24,1″ N, 9° 3′ 21,66″ O

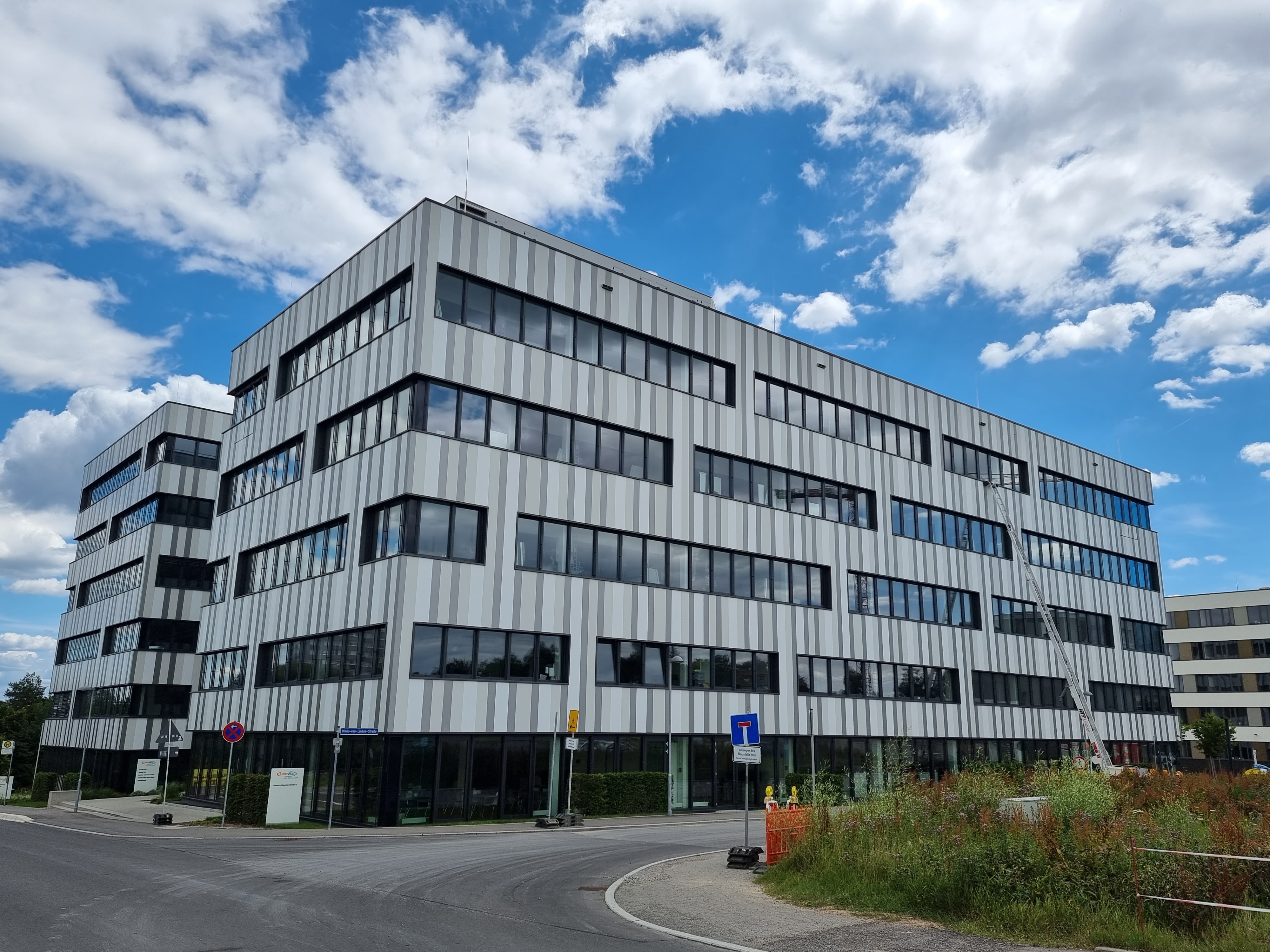
CureVac Firmensitz in der Friedrich-Miescher-Str. 15 in Tübingen

Curevac N.V. [kjʊɹ.væk, kjʊɚ.væk, kjʊə.væk, kjuə.ʋɛk, kyə.vɛk] (Eigenschreibweise CureVac) ist ein börsennotiertes biopharmazeutisches Unternehmen mit rechtlichem Sitz in den Niederlanden und Zentrale in Tübingen, das sich auf die Erforschung und die Entwicklung von Arzneimitteln auf der Grundlage des Botenmoleküls mRNA spezialisiert hat.

## Geschichte
Curevac ging aus einem akademischen Forschungsprojekt an der Universität Tübingen hervor. Im Februar 2000 meldeten Ingmar Hoerr, Steve Pascolo und Florian von der Mülbe in Zusammenarbeit mit den Professoren Hans-Georg Rammensee und Günther Jung die Firma an. Das baden-württembergische Landesministerium für Wissenschaft gewährte Hoerr und von der Mülbe eine Förderung, die u. a. die Nutzung von Laborräumen und die Beschäftigung von Doktoranden ermöglichte. In seiner Dissertation beschrieb Firmen-Mitgründer Ingmar Hoerr bereits 1999 erstmals die Grundlagen der direkten Anwendung des Botenmoleküls mRNA als Impfstoff, worauf CureVac aufbaut.
2003 wurde zum weltweit ersten Mal ein Krebspatient in Tübingen direkt mit mRNA behandelt. Im selben Jahr zog das Unternehmen mit 18 Mitarbeitern ins Biotechnologiezentrum Tübingen. 2006 erhielt Curevac die Genehmigung für die weltweit erste GMP-zertifizierte Produktionsstätte für mRNA. Im Oktober 2013 initiierte und organisierte Curevac gemeinsam mit der Universität und dem Universitätsklinikum die erste International mRNA Health Conference in Tübingen, die seither jährlich an unterschiedlichen Orten stattfindet. Gemeinsam mit dem Museum der Universität Tübingen eröffnete Curevac 2015 eine Dauerausstellung im Tübinger Schlosslabor.
Im Mai 2018 wechselte Gründer und Vorstandsvorsitzender Ingmar Hoerr in den Vorsitz des Aufsichtsrats. Daniel L. Menichella, zuvor Chief Business Officer und Chief Executive Officer der US-amerikanischen Curevac-Tochter, wurde zum neuen Vorstandsvorsitzenden ernannt. Im Februar 2019 gaben die internationale Impfstoffallianz CEPI und Curevac eine Vereinbarung in Höhe von 34 Mio. US-Dollar zur weiteren Entwicklung von Curevacs Vakzinierungsplattform bekannt. Die Plattform soll eine schnelle Versorgung mit RNA-Impfstoffen gegen bekannte Erkrankungen wie Lassafieber, Gelbfieber und Tollwut ermöglichen.

### COVID-19-Pandemie
Seit Januar 2020 entwickelte das Unternehmen den SARS-CoV-2-Impfstoff-Kandidat CVnCoV.
Anfang März 2020 traf sich der damalige Vorstandsvorsitzende Menichella mit US-Präsident Donald Trump.
Am 11. März 2020 gab Curevac überraschend bekannt, dass Menichella abgelöst werde und an seiner statt der ehemalige Vorstandsvorsitze Hoerr erneut auf den Posten zurückkehre. Daraufhin berichteten deutsche Medien, Trump habe sich in dem Gespräch mit Menichella bemüht, die Rechte an dem Impfstoff exklusiv für die USA zu sichern und wissenschaftliche Mitarbeiter abzuwerben. Am 15. März 2020 gab Curevac bekannt, dass ein möglicher Impfstoff nicht einer Nation, sondern der ganzen Welt zur Verfügung stehen soll. Mehrheitseigner Dietmar Hopp sagte: „Für mich ist das selbstverständlich, es kann gar nicht sein, dass eine deutsche Firma den Impfstoff entwickelt und dieser in den USA exklusiv genutzt wird. Das war für mich keine Option.“ Er ergänzte, dass er persönlich nicht mit Trump gesprochen habe.
Am 16. März 2020 dementierte Curevac die Presseberichte und erklärte, Curevac habe weder vor noch während noch nach dem Treffen der Task Force im Weißen Haus ein Angebot von der US-Regierung oder verwandten Stellen erhalten. Am selben Tag teilte das Unternehmen mit, dass der seit wenigen Tagen wieder amtierende Vorstandsvorsitzende Hoerr krankheitsbedingt für unbestimmte Zeit abwesend sei und seine Rolle daher nicht ausüben könne. Im August 2020 gab CureVac die Ernennung des amtierenden Vorstandsvorsitzender und Chief Operating Officer (COO) Franz-Werner Haas zum Vorstandsvorsitzenden (CEO) bekannt. Seine Amtszeit endete zum 31. März 2023.
Ab Dezember 2020 wurde CVnCoV in einer kombinierten Phase-2b/3-Studie erprobt.
Im Januar 2021 vereinbarte Curevac eine Allianz mit Bayer, die vor allem auf eine Zusammenarbeit bei Zulassungsfragen und den Vertrieb des Impfstoffs abzielt. Im Juni 2021 legte das Unternehmen vorläufige Ergebnisse der klinischen Studien vor: Die Wirksamkeit, bezogen auf eine COVID-19-Erkrankung jeglichen Schweregrades, habe bei dieser Zwischenanalyse bei lediglich 47 Prozent gelegen. Die statistischen Erfolgskriterien seien damit nicht erreicht, die laufende Studie sollte aber bis zur finalen Analyse fortgesetzt werden. Im Oktober 2021 informierte CureVac offiziell über die Aufgabe des Impfstoffkandidaten CVnCoV und zog den laufenden Zulassungsantrag bei der europäischen Arzneimittelagentur Ema zurück. Die Partnerschaft mit Bayer wurde aus diesem Grund beendet.
Im Februar 2021 vereinbarten Curevac und der britische Pharmakonzern GlaxoSmithKline (GSK) die Entwicklung des modifizierten Covid-Impfstoffs CV2CoV, der Schutz vor neu aufkommenden Varianten des Coronavirus bieten und 2022 das Zulassungsverfahren durchlaufen soll. GSK zahlt dafür bis zu 150 Millionen Euro an Curevac und bekommt im Falle der Zulassung des Impfstoffs die Vertriebsrechte für alle Länder außerhalb Deutschlands, Österreichs und der Schweiz. Der für das vierte Quartal 2021 angekündigte Beginn der Phase-1-Studie mit dem Produktkandidaten CV2CoV musste in das erste Quartal 2022 verschoben werden. Da eine zulassungsrelevante Studie für das neue Vakzin erst im vierten Quartal 2022 durchgeführt werden könne, sei das ursprünglich für Mitte Oktober angepeilte Ziel, „die behördliche Zulassung für die Marktreife eines verbesserten Covid-19-Impfstoffs im Jahr 2022 zu erreichen“, frühestens 2023 realisierbar.

### Schrumpfkurs 2024 und Neuausrichtung
Infolge der gescheiterten Entwicklung eines Corona-Impfstoffes sind Verluste in Millionenhöhe angefallen. Während der folgenden Restrukturierungsmaßnahmen trennte sich das Unternehmen von 300 Mitarbeitern. Es wurden Lizenzrechte für mRNA-Impfstoffe an den britischen Pharmakonzern GSK verkauft. Vorstandschef Alexander Zehnder hält das Unternehmen dadurch für bis 2028 finanziell abgesichert. Das Unternehmen konzentriert sich auf Forschung zur Verwendung der mRNA-Technologie in den Bereichen Onkologie und Nicht-Atemwegserkrankungen.

## Finanzierung, Börse und Aktionäre

### Bis August 2020
Curevac wurde von 2006 bis 2014 alleine von der Dievini Hopp BioTech Holding, einer Biotech-Venture Capital-Gesellschaft von SAP-Gründer Dietmar Hopp, finanziert, darunter 80 Mio. Euro im September 2012. Das Kapital von Curevac wuchs durch dieses Investment auf insgesamt 145 Mio. Euro; Hopp war zu dem Zeitpunkt damit zu rund 90 % an Curevac beteiligt.
Im Februar 2015 wurde die Bill & Melinda Gates Foundation als neuer Investor gewonnen und im Oktober 2015 wurde ein Private Placement mit fünf weiteren Investoren (Baillie Gifford, Chartwave Ltd., Coppel Familie, Northview und Sigma Group) und einem Volumen von 98,7 Mio. Euro durchgeführt. Dabei investierte die Bill & Melinda Gates Foundation 46 Mio. Euro in Curevac.
Die Dievini Hopp BioTech Holding engagierte sich gleichzeitig für eine weitere Einzahlung von 21 Mio. Euro. 2016 wurden im Zuge einer weiteren Kapitalerhöhung zwei neue Investoren, die baden-württembergische Investitionsbank L-Bank und die Baden-Württembergische Versorgungsanstalt für Ärzte, Zahnärzte und Tierärzte, hinzugewonnen, die insgesamt 26,5 Mio. Euro investierten. 2017 erfolgte eine weitere Kapitalerhöhung unter Beteiligung des US-Pharmakonzerns Eli Lilly & Co. in Höhe von 45,0 Mio. Euro. Seit ihrer Gründung hatte die Curevac über die Ausgabe von Anteilen bis Ende 2018 über 360 Mio. Euro eingeworben. Der katarische Staatsfonds erwarb 3,5 Prozent an Curevac. Zum Ausbau der Produktion sicherte die Europäische Investitionsbank ein Darlehen über 75 Millionen Euro zu.
Im Juni 2020 beteiligte sich die Bundesregierung über die staatseigene Förderbank KfW für 300 Millionen Euro zu etwa 23 Prozent an Curevac. Das Unternehmen wurde zu dem Zeitpunkt mit ca. 1,3 Mrd. Euro bewertet. Im Juli 2020 beteiligte sich GlaxoSmithKline (GSK) im Rahmen einer Kooperation zur Erforschung, Entwicklung, Erzeugung und Vermarktung von bis zu fünf mRNA-basierten Impfstoffen und monoklonalen Antikörpern (mAbs) mit 150 Millionen Euro mit knapp 10 % an Curevac; außerdem tätigt GSK eine Einmalzahlung in Höhe von 120 Millionen Euro und eine erstattbare Zahlung von 30 Millionen Euro. Letztere wird fällig, sobald die derzeit in Deutschland im Bau befindliche industrielle Produktionsanlage von Curevac ihre GMP-Zertifizierung (Good Manufacturing Practice, deutsch: Gute Herstellungspraxis) durch die zuständigen Behörden erhalten hat. Curevac stehen zudem Zahlungen für Entwicklungs- und Zulassungsmeilensteine in Höhe von bis zu 320 Millionen Euro sowie für kommerzielle Meilensteine von bis zu 380 Millionen Euro zu. Darüber hinaus erhält Curevac gestaffelte Lizenzgebühren auf Produktverkäufe.

### Börsengang im August 2020
Am 14. August 2020 erfolgte der Börsengang an der amerikanischen Technologiebörse NASDAQ unter dem Börsenkürzel CVAC. Bei einem Ausgabekurs von 16 US-Dollar und einem Emissionerlös von brutto 245 Mio. US-Dollar lag der Unternehmenswert bei ca. 2,3 Mrd. US-Dollar.
Die Aktie legte am ersten Handelstag um 250 % zu. Im Rahmen des Börsenganges wurden zuvor alle Aktien der Curevac AG auf die niederländische Publikums-Aktiengesellschaft Curevac N.V. übertragen, die damit zur Holdinggesellschaft wurde. Parallel zum Börsengang zeichnete die Dievini Hopp BioTech Holding eine Kapitalerhöhung von 100 Mio. Euro. Nach dem Börsengang und der zusätzlichen Finanzierung durch Dietmar Hopp waren folgende Aktionäre mit über 5 % beteiligt: Dievini Hopp BioTech Holding (49,5 %), Kreditanstalt für Wiederaufbau (17,0 %) und Glaxo (8,5 %). Vorstände und Aufsichtsräte halten gemeinsam 1,1 %.
Anfang September 2020 wurde vom Unternehmen bestätigt, dass Curevac eine Förderung in Höhe von 252 Millionen Euro vom Bund erhält; dadurch soll die Entwicklung eines SARS-CoV-2-Impfstoffs beschleunigt werden. Im Januar 2021 kündigte das Unternehmen eine Kapitalerhöhung durch Ausgabe von 5,75 Mio. Aktien mit einem Emissionserlös von US-Dollar 518 Mio. an.

### Cash-Verbrauch und Kapitalbedarf bis 2022
Während die beiden großen Konkurrenten Biontech und Moderna zweistellige Milliardenerlöse verbuchen, ist Curevac mit seinen Covid-Impfstoffprojekten immer weiter in Rückstand geraten und konnte entgegen früherer Planungen auch 2022 absehbar keinen neuen Impfstoffkandidaten zur Marktreife bringen. Fehlende kommerzielle Einnahmen und hoch bleibende Kosten zehren an den liquiden Mitteln, die sich Ende September 2021 auf eine Milliarde Euro beliefen. Bleibt der Cash-Verbrauch bei rund 300 Millionen Euro pro Quartal, zeichnet sich spätestens im zweiten Halbjahr 2022 neuer Kapitalbedarf ab. Indes betrug die Marktkapitalisierung von Curevac im Januar 2022 nur noch knapp 4,3 Milliarden Euro, gegenüber einem Höchstwert von mehr als 20 Milliarden Euro im April 2021. Am 5. Juli 2022 wurde bekannt, dass Curevac am Landgericht Düsseldorf Klage gegen Biontech eingereicht hat. Wegen angeblicher Patentverletzungen solle BionTech eine Entschädigung an Curevac zahlen. Im August 2025 wurde die Beilegung des Patentstreits gemeldet.

### Übernahmeangebot durch Biontech
Am 12. Juni 2025 wurde bekannt, dass der Konkurrent Biontech das Unternehmen übernehmen will. Die geplante Übernahme solle die Forschung, Entwicklung, Herstellung und Kommerzialisierung von mRNA-basierten Krebsimmuntherapie-Kandidaten stärken und sei ein „weiterer wichtiger Meilenstein in der Umsetzung von Biontechs Onkologie-Strategie“. Die Übernahme solle Biontechs Fähigkeiten im Bereich mRNA-Design, Verabreichungsformulierungen und mRNA-Herstellung ergänzen. Die Übernahme soll durch ein öffentliches Umtauschangebot für alle Aktien von Curevac erfolgen, bei dem Curevac-Aktien in Biontech American Depositary Shares („ADSs“) umgetauscht werden können. Mit dem Angebot wird Curevac implizit mit rund 1,25 Milliarden US-Dollar bewertet. Die Transaktion wird von Curevacs Hauptaktionär, der Dievini Hopp BioTech Holding, und weiteren mit ihr verbundenen Unternehmen unterstützt. Der Abschluss der Transaktion wird im Jahr 2025 erwartet. Nach Abschluss der Transaktion werden CureVac-Aktionäre voraussichtlich zwischen 4 % und 6 % an Biontech halten.

## Standorte
Neben der Zentrale in Tübingen hat Curevac einen Standort in Wiesbaden, wo an der klinischen Entwicklung gearbeitet wird. Eine US-amerikanische Tochtergesellschaft ist seit 2015 in Boston aktiv.

## Forschungsgebiete
In der Onkologie konzentriert sich Curevac auf neue therapeutische Ansätze zur Behandlung solider Tumoren durch den Einsatz von sequenz-optimierter mRNA („RNActive“). Weltweit zum ersten Mal wurden in Phase-I/IIa-Studien in mehreren Ländern (Italien, Schweiz, Deutschland und USA) in den Indikationen Prostatakrebs und Lungenkrebs Patienten mit mRNA behandelt. Für Patienten mit kastrationsresistentem Prostatakrebs wurde im März 2013 eine randomisierte klinische Phase-IIb-Studie mit bis zu 200 Patienten in mehreren europäischen Ländern begonnen. In der Studie zeigte sich jedoch, dass der Prostatakrebs-Impfstoff keine bessere Überlebensrate der Patienten als gegenüber der Placebogruppe aufwies.
Im September 2014 vereinbarten Boehringer Ingelheim und Curevac eine Kooperation zur Weiterentwicklung des Wirkstoffs CV9202 (BI 1361849), einem therapeutischen Impfstoff von Curevac zur Behandlung des nichtkleinzelligen Bronchialkarzinoms (NSCLC).
2017 scheiterte die Entwicklung des mRNA-basierten Prostatakrebs-Impfstoffs CV9104 in Phase IIb der klinischen Studien, nachdem keine Verlängerung der Überlebenszeit gegenüber der Placebo-Gruppe festgestellt wurde.
Curevac entwickelt auf mRNA-Grundlage prophylaktische Impfstoffe gegen Infektionen. Hier kooperiert man mit Sanofi-Pasteur (Sanofi-Aventis-Gruppe), einem der Weltmarktführer für Impfstoffe. Darüber hinaus entwickelt Curevac ein Immunstimulans (Adjuvans) auf RNA-Basis zur Verstärkung der Wirkung von prophylaktischen und therapeutischen Impfstoffen. Im November 2012 hat Curevac zusammen mit dem Friedrich-Loeffler-Institut in der Zeitschrift Nature Biotechnology Daten zu einem mRNA-basierten Grippeimpfstoff veröffentlicht. Dieser Impfstoff könnte einen lebenslangen Schutz bewirken; er muss noch in umfangreichen klinischen Studien getestet werden. Im Oktober 2013 sind Curevac und das Pharmaunternehmen Johnson & Johnson eine Kooperation zur Entwicklung eines Grippeimpfstoffes eingegangen.
Im Bereich der molekularen Therapien arbeitet Curevac unter anderem mit Arcturus Therapeutics zusammen, um Wirkstoffe gegen seltene Krankheiten wie OTC-Mangel (Defizit an Ornithin-Transcarbamylase) zu entwickeln.
Curevac arbeitet seit 2015 auch an einem mobilen mRNA-Drucker, der für eine weitgehend automatisierte Produktion von Vakzinen aus RNA eingesetzt werden soll. In diesem Bereich besteht eine Kooperation mit Tesla Grohmann Automation.

## Patent-Informationen
Curevac hat seit Anfang des 21. Jahrhunderts rund 380-Patente angemeldet, um Rechte an eigenen Forschungsergebnissen abzusichern. Nachfolgend einige Verweise zu Patenten von Curevac (lückenhaft, frühe und späte Patente, chronologisch nach Anmeldedatum aufsteigend):
- Patent  DE10201732A1: Präperation von Immunogenen und Impfstoffen auf der Grundlage von RNA. Angemeldet am 18. Januar 2002, veröffentlicht am 31. Juli 2003, Anmelder: CUREVAC GMBH [DE], Erfinder: PASCOLO STEVE CYRIL [DE]; HOERR INGMAR [DE]; RAMMENSEE HANS-GEORG [DE]; MUELBE FLORIAN VON DER [DE]; MICHEL MARIE-LOUISE [FR]; FIRAT HUESEYIN [FR]; LEMONNIER FRANCOIS ALBERT [FR].‌
- Patent  EP1383556A1: INJEKTIONSGERÄT FÜR mRNA APPLIKATION. Angemeldet am 21. April 2002, veröffentlicht am 28. Januar 2004, Anmelder: CUREVAC GMBH [DE], Erfinder: HOERR INGMAR [DE]; PASCOLO STEVE [DE]; VON DER MUELBE FLORIAN [DE].‌
- Patent  EP1857122B1: Stabilisierte mRNA mit erhöhtem G/C-Gehalt, kodierend für ein virales Antigen. Angemeldet am 5. Juni 2002, veröffentlicht am 1. Dezember 2010, Anmelder: CUREVAC GMBH [DE], Erfinder: VON DER MUELBE FLORIAN [DE]; PASCOLO STEVE [DE]; HOERR INGMAR [DE].‌
- Patent  DE102004042546A1: Kombinationstherapie zur Immunstimulation. Angemeldet am 2. September 2004, veröffentlicht am 9. März 2006, Anmelder: CUREVAC GMBH [DE], Erfinder: HOERR INGMAR [DE]; PASCOLO STEVE [DE].‌
- Patent  WO2009046739A1: COMPOSITION FOR TREATING PROSTATE CANCER (PCA). Angemeldet am 9. Oktober 2007, veröffentlicht am 16. April 2009, Anmelder: CUREVAC GMBH [DE], Erfinder: PROBST JOCHEN [DE]; HOERR INGMAR [DE]; LANDER THOMAS [DE].‌
- Patent  WO2009046738A1: COMPOSITION FOR TREATING LUNG CANCER, PARTICULARLY OF NON-SMALL LUNG. Angemeldet am 9. Oktober 2007, veröffentlicht am 16. April 2009, Anmelder: CUREVAC GMBH [DE], Erfinder: BARNER MARIJKE [DE]; PROBST JOCHEN [DE]; LANDER THOMAS [DE]; HOERR INGMAR [DE].‌
- Patent  US11596699B2: RNA encoding an antibody. Angemeldet am 28. April 2017, veröffentlicht am 7. März 2023, Anmelder: CUREVAC GMBH [DE], Erfinder: FOTIN-MLECZEK MARIOLA [DE]; HOERR INGMAR [DE].‌
- Patent  WO2009046738A1: IMPROVED FORMULATIONS COMPRISING LIPID-BASED CARRIERS ENCAPSULATING RNA LUNG. Angemeldet am 28. Oktober 2022, veröffentlicht am 2. Mai 2024, Anmelder: CUREVAC GMBH [DE], Erfinder: SONNTAG MICHAEL [DE]; FUCHS MARINA [DE]; BODEN SVEN [DE]; ERBACHER CHRISTOPH [DE].‌

## Auszeichnungen
Im Jahr 2007 erhielt Curevac den Innovationspreis des Landes Baden-Württemberg und war ebenso Preisträger des bundesweiten Weconomy-Wettbewerbes, der gemeinsam vom Handelsblatt und der Wissensfabrik vergeben wird. Ebenfalls erhielt Curevac zusammen mit dem Forschungspartner NMI den bundesweiten Kooperationspreis der VBU DECHEMA für neuartige Ansätze zur Immuntherapie.
Am 10. März 2014 erhielt Curevac den erstmals verliehenen und mit 2 Mio. Euro dotierten Innovationspreis der Europäischen Kommission für eine neue Impftechnologie auf Basis der mRNA.